# Topolipka
Topolipka (Thespesia Sol. ex Corrêa) – rodzaj roślin z rodziny ślazowatych. Obejmuje około 17 gatunków (według The Plant List zweryfikowanych jest 11 gatunków). Występują one w Afryce, Azji, Australii i Oceanii, poza tym jako introdukowane rosną w Ameryce Południowej, Środkowej i Północnej.

## Morfologia
PokrójDrzewa i krzewy o pędach nagich i owłosionych za młodu.
LiścieSkrętoległe, pojedyncze lub rzadko trójdzielne o blaszce całobrzegiej, zwykle sercowato wyciętej u nasady, często z miodnikami.
KwiatyZwykle pojedyncze, rzadziej po kilka w niewielkich wierzchotkach, wyrastają w kątach liści i są okazałe. Kieliszek z 3 lub 5 działkami odpada podczas kwitnienia. Kielich dzwonkowaty, 5-działkowy. Płatki dzwonkowatej korony w kolorze żółtym, rzadziej białym lub różowym, zwykle z ciemną, purpurową plamką u nasady. Pręciki zrośnięte otaczają pojedynczy słupek. Zalążnia 5-komorowa z kilkoma zalążkami w każdej z komór. Znamię bruzdowane lub rzadziej podzielone na 3-5 części.
OwoceWzniesione torebki 3-5 komorowe, kuliste lub gruszkowate, skórzaste lub drewniejące, pękające lub nie, rzadko nieco mięsiste. Nasiona jajowate, krótko owłosione lub rzadziej nagie.

## Systematyka
Rodzaj z plemienia Gossypieae z podrodziny ślazowych Malvoideae w obrębie rodziny ślazowatych Malvaceae. Rodzaj w tradycyjnym ujęciu najwyraźniej nie jest monofiletyczny – występuje wyraźna odrębność między dwiema sekcjami – T. sect. Thespesia oraz T. sect. Lampas (Ulbrich) Borssum Waalkes.
Wykaz gatunków
- Thespesia acutiloba (Baker f.) Exell & Mendonça
- Thespesia beatensis (Urb.) Fryxell
- Thespesia campylosiphon (Turcz.) Rolfe
- Thespesia danis Oliv.
- Thespesia digitata Cav.
- Thespesia grandiflora DC.
- Thespesia gummiflua Capuron
- Thespesia lampas (Cav.) Dalzell1
- Thespesia populnea (L.) Sol. ex Corrêa
- Thespesia populneoides (Roxb.) Kostel.
- Thespesia trilobata Baker f.